# Elsa Danson Wåghals

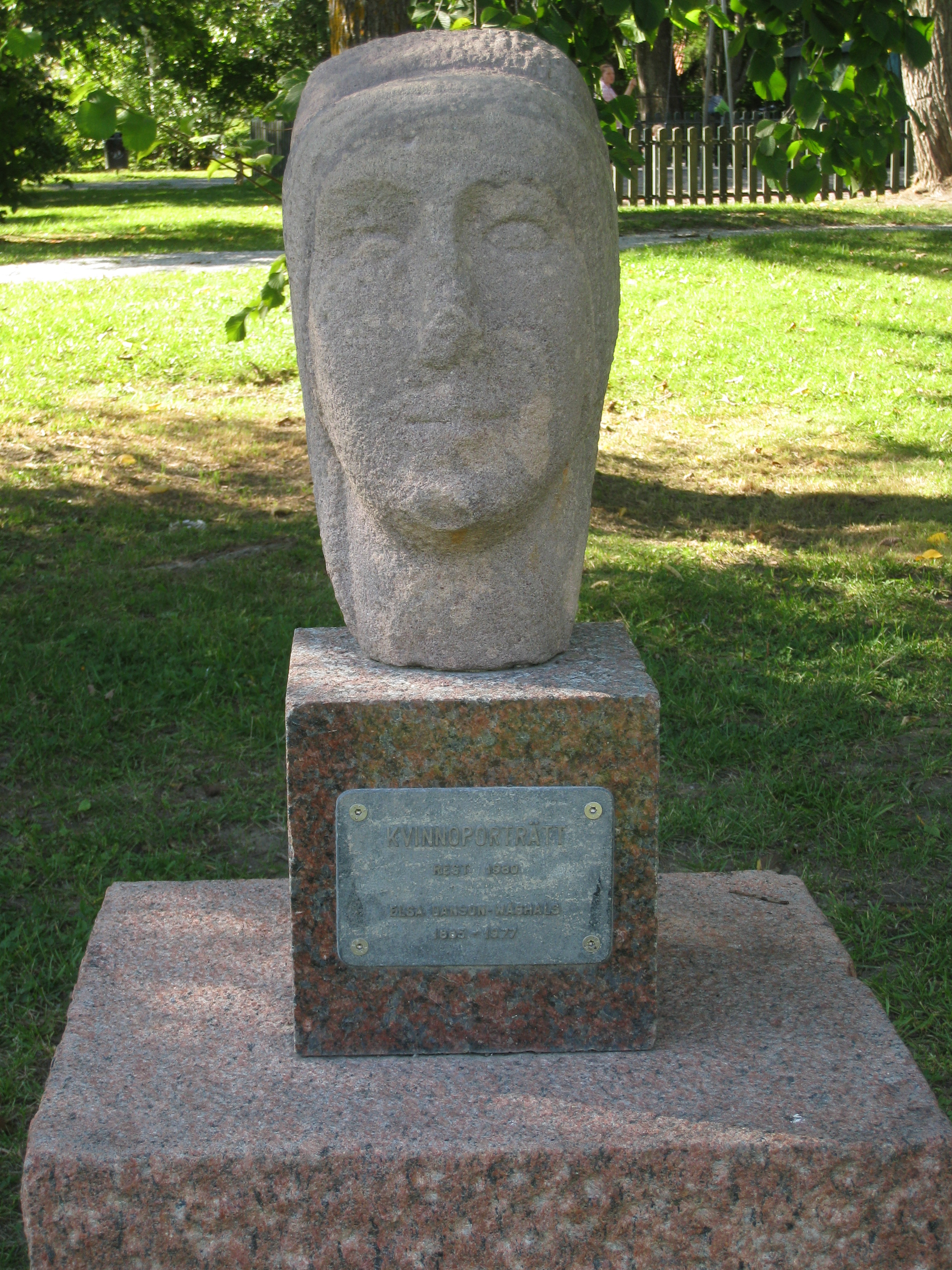
Kvinnoporträtt i granit rest 1980 vid Olovslundsdammen i Olovslundsparken i Olovslund i Bromma.

Elsa Danson Wåghals, egentligen Anna Ingeborg Elsa Danson, född 13 januari 1885 i Hedvig Eleonora församling i Stockholm, död 30 mars 1977 i Lidingö församling i Stockholms län, var en svensk modernistisk målare och skulptör. 
Elsa Danson Wåghals var en av tre döttrar till revisor Carl August Wilhelm Danson och Anna Petrini.  Hon tog namnet Wåghals, ett släktnamn på faderns sida, någon gång på 1910-talet. 
Elsa Danson Wåghals arbetade 1903–1920 som telegrafist och var 1917–1920 telegrafföreståndare i Backe i Västernorrlands län (numera Jämtlands län). Hon utbildade sig på 1910-talet på Tekniska skolan i Stockholm och Althins målarskola i Stockholm. Från 1921 studerade hon först skulptur en period för Fabio Stecchi (1855–1928) i dåvarande Nizza och 1921–1923 måleri och skulptur på Académie de Sculpture i Nice och teckning på British School at Rome. Hon studerade också för Antoine Bourdelle i Paris.
Hon gjorde offentliga utsmyckningar till Stockholms stadshus och "Kvinnoporträtt" i granit vid Olovslundsdammen i Bromma, rest 1980. Danson Wåghals är representerad vid Östergötlands museum.